# Чуря (Нямц)
Чуря (рум. Ciurea) — село у повіті Нямц в Румунії. Входить до складу комуни Пинчешть.
Село розташоване на відстані 285 км на північ від Бухареста, 62 км на схід від П'ятра-Нямца, 42 км на південний захід від Ясс.

## Населення
За даними перепису населення 2002 року у селі проживали 320 осіб, усі — румуни. Усі жителі села рідною мовою назвали румунську.